# Уот Тайлър
Уолтър „Уот“ Тайлър (на английски: Walter „Wat“ Tyler) е водач на Селското въстание в Англия през 1381 г. За живота му се знае малко, но народната памет е съхранила името му.
Историците вярват, че е роден в Есекс или край естуара на Темза, графство Кент. Убит е в Смитфийлд, край крепостните стени на Лондон.